# Daniela Haralambie
Daniela Haralambie (n. 14 august 1997, Brașov, România) este o săritoare cu schiurile română.

## Carieră
La vârstă de 15 ani a participat pentru prima oară la Cupa Mondială. În 2013 a obținut locul 8 la Festivalul Olimpic al Tineretului European de la Brașov. În 2015 a urmat prima victorie la o etapă din cadrul Cupei FIS. La Campionatele Mondiale de tineret (sub 23) din 2016 s-a ocupat locul 4.
În anul 2018 Daniela Haralambie a fost prima româncă din istorie care a participat la Jocurile Olimpice la proba de sărituri cu schiurile. La Jocurile Olimpice de la Pyeongchang s-a clasat pe locul 25 la trambulină normală. În același an a obținut locul 30 în clasamentul general al Cupei Mondiale. 
În 2019 sportiva a ocupat locul 13 la Campionatul Mondial de la Seefeld. La Jocurile Olimpice din 2022 de la Beijing a ocupat locul 25.

## Realizări

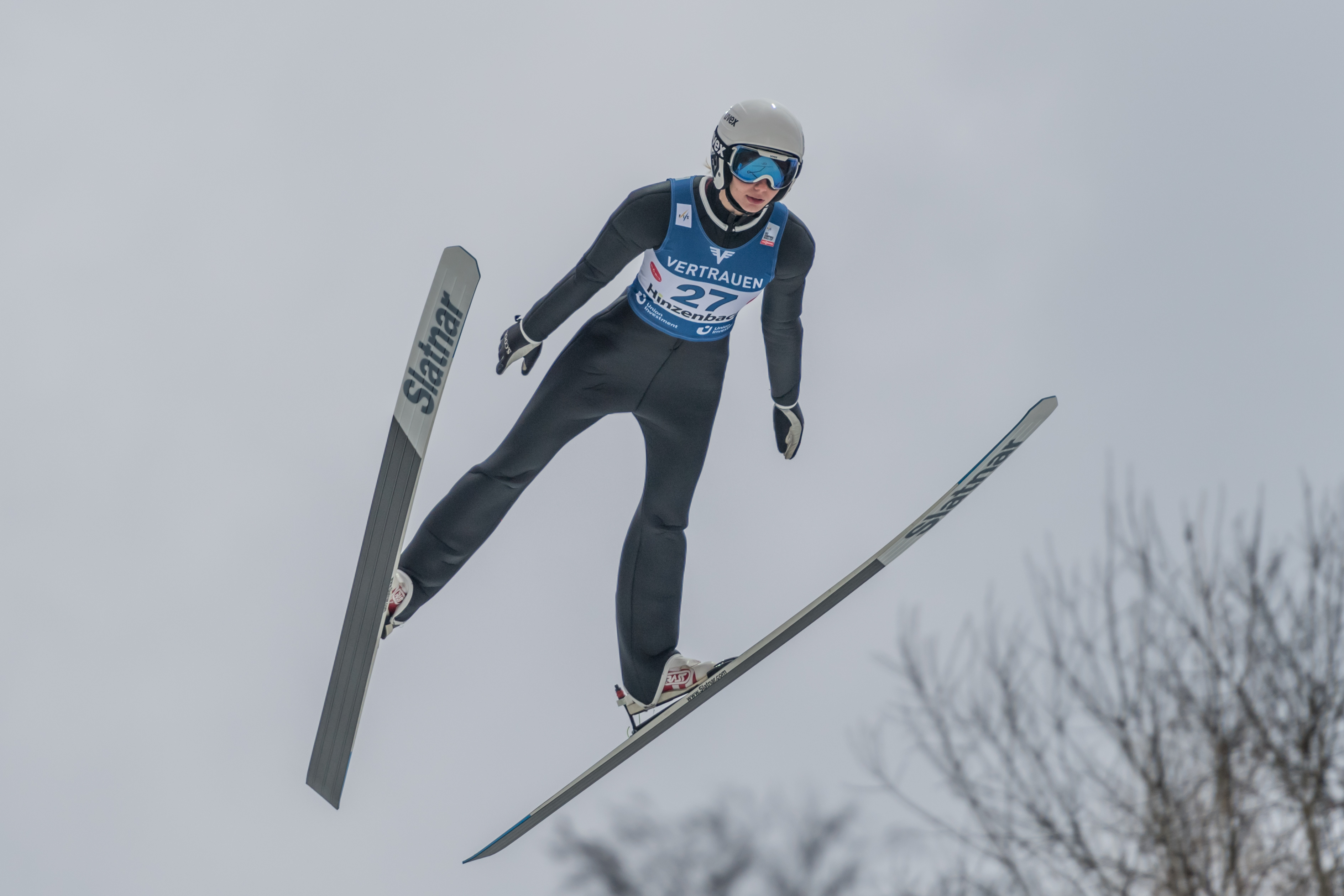
Daniela Haralambie la Hinzenbach (2023)

| An   | Competiție          | Locație                    | Loc | Note               |
| ---- | ------------------- | -------------------------- | --- | ------------------ |
| 2013 | Campionatul Mondial | Val di Fiemme, Italia      | 43  | trambulină normală |
| 2017 | Campionatul Mondial | Lahti, Finlanda            | 29  | trambulină normală |
| 2017 | Campionatul Mondial | Lahti, Finlanda            | 13  | echipe mixte       |
| 2018 | Jocurile Olimpice   | Pyeongchang, Coreea de Sud | 25  | trambulină normală |
| 2019 | Campionatul Mondial | Seefeld, Austria           | 13  | trambulină normală |
| 2019 | Campionatul Mondial | Seefeld, Austria           | 12  | echipe mixte       |
| 2021 | Campionatul Mondial | Oberstdorf, Germania       | 26  | trambulină normală |
| 2021 | Campionatul Mondial | Oberstdorf, Germania       | 31  | trambulină mare    |
| 2021 | Campionatul Mondial | Oberstdorf, Germania       | 12  | echipe             |
| 2021 | Campionatul Mondial | Oberstdorf, Germania       | 11  | echipe mixte       |
| 2022 | Jocurile Olimpice   | Beijing, China             | 25  | trambulină normală |
| 2023 | Campionatul Mondial | Planica, Slovenia          | 22  | trambulină normală |
| 2023 | Campionatul Mondial | Planica, Slovenia          | 21  | trambulină mare    |
| 2023 | Campionatul Mondial | Planica, Slovenia          | 13  | echipe mixte       |